# ATX Open 2025
ATX Open 2025 byl tenisový turnaj na ženském profesionálním okruhu WTA Tour, hraný ve Westwood Country Clubu. Třetí ročník ATX Open probíhal mezi 24. únorem a 2. březnem 2025 v texaském hlavním městě Austinu na dvorcích s tvrdým povrchem Plexicushion.
Turnaj dotovaný 275 094 dolary patřil do kategorie WTA 250. Nejvýše nasazenou singlistkou se stala čtvrtá tenistka světa Jessica Pegulaová ze Spojených států. Jako poslední přímá účastnice se do dvouhry, v době ukončení přihlášek, kvalifikovala její krajanka, 85. hráčka žebříčku Ann Liová. Před zahájením se však odhlásila. V důsledku invaze Ruska na Ukrajinu na konci února 2022 řídící organizace tenisu ATP, WTA a ITF s grandslamy rozhodly, že ruští a běloruští tenisté mohli dále na okruzích startovat, ale do odvolání nikoli pod vlajkami Ruska a Běloruska.
Roli favoritky potvrdila 31letá Američanka Jessica Pegulaová, jež na okruhu WTA Tour vyhrála třetí singlový titul a třetí v úrovni WTA 250. Čtyřhru ovládly Anna Blinkovová s Číňankou Jüan Jüe, které získaly první společnou trofej.

## Rozdělení bodů a finančních odměn

### Rozdělení bodů
| Soutěž  | Soutěž      | vítězky | finalistky | semifinalistky | čtvrtfinalistky | 16 v kole | 32 v kole | Q  | Q2 | Q1 |
| ------- | ----------- | ------- | ---------- | -------------- | --------------- | --------- | --------- | -- | -- | -- |
| dvouhra | [ 2 ] [ 8 ] | 250     | 163        | 98             | 54              | 30        | 1         | 18 | 12 | 1  |
| čtyřhra | [ 9 ]       | 250     | 163        | 98             | 54              | 1         | —         | —  | —  | —  |

### Finanční odměny
| Soutěž                              | Soutěž      | vítězky  | finalistky | semifinalistky | čtvrtfinalistky | 16 v kole | 32 v kole | Q2      | Q1      |
| ----------------------------------- | ----------- | -------- | ---------- | -------------- | --------------- | --------- | --------- | ------- | ------- |
| dvouhra                             | [ 2 ] [ 8 ] | 36 300 $ | 21 484 $   | 11 970 $       | 6 815 $         | 4 160 $   | 2 975 $   | 2 200 $ | 1 420 $ |
| čtyřhra                             | [ 9 ]       | 13 200 $ | 7 430 $    | 4 260 $        | 2 540 $         | 1 960 $   | —         | —       | —       |
| částka ve čtyřhře je uvedena na pár |             |          |            |                |                 |           |           |         |         |

## Ženská dvouhra

### Nasazení
| Stát                          | Hráčka               | WTA | Nasazení |
| ----------------------------- | -------------------- | --- | -------- |
| USA                           | Jessica Pegulaová    | 5.  | 1.       |
|                               | Diana Šnajderová     | 13. | 2.       |
| USA                           | Peyton Stearnsová    | 46. | 3.       |
| Čína                          | Jüan Jüe             | 49. | 4.       |
| USA                           | McCartney Kesslerová | 53. | 5.       |
| Japonsko                      | Mojuka Učidžimová    | 62. | 6.       |
| USA                           | Katie Volynetsová    | 63. | 7.       |
| Nizozemsko                    | Suzan Lamensová      | 67. | 8.       |
| Žebříček WTA k 17. únoru 2025 |                      |     |          |

### Jiné formy účasti
Následující hráčky obdržely divokou kartu do hlavní soutěže:
- Petra Kvitová
- Malaika Rapoluová
- Diana Šnajderová
- Ajla Tomljanovićová

Následující hráčky nastoupily pod žebříčkovou ochranou:
- Jodie Burrageová
- Caty McNallyová[3]

Následující hráčky postoupily z kvalifikace:
- Cristina Bucșová
- Kaja Juvanová
- Tatiana Prozorovová
- Ena Šibaharaová
- Wej S'-ťia
- Anastasija Zacharovová

### Odhlášení
před zahájením turnaje
- Lucia Bronzettiová → nahradila ji  Arantxa Rusová
- Ann Liová → nahradila ji  Greet Minnenová
- Taylor Townsendová → nahradila ji  Jodie Burrageová
- Wang Ja-fan → nahradila ji  Nuria Párrizasová Díazová
- Ču Lin → nahradila ji  Kimberly Birrellová

## Ženská čtyřhra

### Nasazení
| Stát                                                                      | Hráčka               | Stát               | Hráčka              | WTA  | Nasazení |
| ------------------------------------------------------------------------- | -------------------- | ------------------ | ------------------- | ---- | -------- |
| Španělsko                                                                 | Cristina Bucșová     | Japonsko           | Miju Katová         | 58.  | 1.       |
| USA                                                                       | Caroline Dolehideová | Austrálie          | Storm Hunterová     | 74.  | 2.       |
| Gruzie                                                                    | Oxana Kalašnikovová  |                    | Kamilla Rachimovová | 137. | 3.       |
| Spojené království                                                        | Maia Lumsdenová      | Spojené království | Heather Watsonová   | 168. | 4.       |
| Žebříček WTA k 17. únoru 2025; číslo je součtem umístění obou členek páru |                      |                    |                     |      |          |

### Jiné formy účasti
Následující pár obdržel divokou kartu:
- Elizabeth Mandliková /  Caty McNallyová

## Přehled finále

### Ženská dvouhra
- Jessica Pegulaová vs.  McCartney Kesslerová, 7–5, 6–2

### Ženská čtyřhra
- Anna Blinkovová /  Jüan Jüe vs.  McCartney Kesslerová /  Čang Šuaj, 3–6, 6–1, [10–4]